# Челль Росен
Челль Росен (швед. Kjell Rosén, 24 квітня 1921, Мальме — 13 червня 1999, Бункефлостранд) — шведський футболіст, що грав на позиції півзахисника, зокрема за «Мальме», а також національну збірну Швеції.
Триразовий чемпіон Швеції. У складі збірної — олімпійський чемпіон. 

## Клубна кар'єра
У дорослому футболі дебютував 1939 року виступами за команду «Мальме», в якій провів одинадцять сезонів, взявши участь у 204 матчах чемпіонату. 
Згодом з 1950 по 1953 рік грав в Італії, де захищав кольори «Торіно» та «Новара», після чого протягом сезону захищав кольори французького «Анже».
1955 року повернувся на батьківщину, до рідного «Мальме», виступами за який і завершив ігрову кар'єру наступного року.

## Виступи за збірну
1943 року дебютував в офіційних матчах у складі національної збірної Швеції.
У складі збірної був учасником  футбольного турніру на Олімпійських іграх 1948 року в Лондоні, здобувши того року титул олімпійського чемпіона.
Загалом протягом кар'єри в національній команді, яка тривала 7 років, провів у її формі 22 матчі, забивши 6 голів.

## Титули і досягнення
- Чемпіон Швеції (3):

«Мальме»: 1943-1944, 1948-1949, 1949-1950
- Володар Кубка Швеції (3):

«Мальме»: 1944, 1946, 1947
- Олімпійський чемпіон (1): 1948